# Плешкој (Бузау)
Плешкој (рум. Pleșcoi) насеље је у Румунији у округу Бузау у општини Берка. Oпштина се налази на надморској висини од 159 m.

## Становништво
Према подацима из 2002. године у насељу је живело 944 становника, од којих су сви румунске националности.